# Зофија Орличова
Зофија Орличова (пољ. Zofia Orliczowa), позната и као Кристина Виспинска (пољ. Krystyna Wyspiańska) и Софија Мајовска (пољ. Zofia Majewska); рођена је 26. септембара 1898, Фоча - 5. новембар 1999, Познањ) била је поручник војске Крајова и учитељица.

## Биографија
Рођена 26. септембра 1898. године у граду Фочи. Родитељи - Францисшек Кзишек (саветник у Војводини) и Винцентина Фаљска. Са породицом 1907. сели у Лавов. У Чорткиву завршила је пољску класичну гимназију (Гимназија Јулија Словацког). Учесница је пољско-украјинског рата (1918—1919) и совјетско-пољског рата (1919—1921), када је радила као волонтер на санитаром одjељењу на железничкој станици Лавов-Подзамче. 1925. дипломирала је на Факултету физике на Универзитету у Лавову. Од 1922. до 1936. радила је као асистент на Институту за физику. Радила је и као наставник математике и физике у школи сестара Нотре Даме у Лавову.
Током Другог свјетског рата, Зофија је служила у армији Крајова и била је члан Савеза оружаних снага. Официр за везу у округу Лавова у армији Крајова, шеф канцеларије за везу округа Лавова у армији Крајова, секретар Стефана Балицког (шеф одјељења за образовање у Савјету округа Лавова у армији Крајова). Организовала је тајне курсеве. Након рата, скривала се од власти Пољске у Кракову, у марту 1948. године је ухапшена и осуђена на 12 година затвора због сарадње са армијом Крајова. Године 1953. је пуштена на слободу, а 1956. године у потпуности рехабилитована.
Била је удата од 1928. за Владислава Орлича, професора математике на универзитетима у Лавову и Познању, члана Пољске академије наука. Добитница је Ордена Virtuti Militari V (1965), три пута Крст Храбрих и Крст армије Крајова.
Умрла је 5. новембра 1999. године у Познању.